# ピアノ独奏による交響曲
ピアノ独奏による交響曲（フランス語: Symphonie pour piano seul）は、シャルル＝ヴァランタン・アルカンにより作曲されたピアノ独奏曲。「ピアノ独奏のための交響曲」と訳されることもある。『短調による12の練習曲』作品39の第4曲から第7曲をなす。

## 作品
題名は風変わりだが、既存の交響曲をピアノ独奏用に編曲したものではなく、『協奏曲』の場合と同様に、ピアノ独奏で管弦楽の響きを再現すべく作曲されたものである。管弦楽のピアノ独奏用編曲によく見られるトレモロによる音の持続はあまり使われず、重厚な和音や高速のアルペッジョを多用してシンフォニックな表現が目指されている。ちなみに、本作に先行する例としては、テオドール・クラクによる『ピアノ交響曲、4楽章からなる大ソナタ Symphonie de Piano. Grande Sonate en quatre Parties』作品27（1845年出版）がある。
アルカンは1844年に管弦楽のための交響曲ロ短調を作曲しているがこれは失われてしまっているため、本作がアルカンの唯一の交響曲となる。
曲は全4楽章からなり、演奏時間は（第1楽章提示部の繰り返しを行った場合）25分程度。練習曲全体が12の短調を巡るように設計されているため、結果的に発展的調性を用いて書かれている。
- 第1楽章　アレグロ（Allegro）

アレグロ・モデラート、ハ短調、6/8拍子。型破りな形式を採用することも多かったアルカンとしては珍しく正統的なソナタ形式の楽章で、シンコペーションを多用した情熱的な第一主題と、変ホ長調の優美な第二主題を扱う。おおむね定型に則って展開部と再現部が続き、コーダは巨大なクライマックスを作り上げて弱奏の中に消えていく。
- 第2楽章　葬送行進曲（Marche funèbre）

アンダンティーノ、ヘ短調、4/4拍子。複合三部形式。初版譜には「ある善良な男の死に寄せる葬送行進曲」（"Marcia funebre sulla morte d'un uomo da bene"）と記されている。おそらく弦楽器のピッツィカートを模した伴奏に乗って、陰鬱な旋律が歌われる。中間部はヘ長調に転調し、平安な楽想となる。その後、主部が再現した後、ティンパニを思わせるトリルの後に長調に転じて終結する。
- 第3楽章　メヌエット（Menuetto）

テンポ・ディ・メヌエット、変ロ短調、3/4拍子。性格的にはスケルツォに近い楽章で、アクセントを多用するごつごつしたリズム、聴き手の予想を裏切る不規則な拍節構造が特徴である。力強いメヌエットとは対照的に、トリオでは唐突に変ト長調のきわめて優美な旋律が現れる。最後は長調に転じて弱奏で消えていく。
- 第4楽章　フィナーレ（Finale）

プレスト、変ホ短調、2/2拍子。レイモンド・レーウェンタールが「地獄"で"の騎行」と形容した、非常に速いテンポで疾駆するロンド・ソナタ形式のフィナーレ。